# 杉野原の御田舞
杉野原の御田舞（すぎのはらのおんだまい）は、和歌山県有田郡有田川町杉野原に伝わる民俗芸能。重要無形民俗文化財。
町内では、高野山への街道や竜神往来など山岳遍路の宿場町として古くから栄え、多くの文化財や伝統的な民俗芸能を残している。
御田舞は、古くは当川といわれた有田川沿いの9ヶ村に伝来した田楽から変化した農耕予祝行事であり、杉野原の御田舞は、中世からの舞殿がここにのみ残っている雨錫寺阿弥陀堂で、隔年の2月11日に公開される。春田打ちから籾摺りまでの20数通りの稲作の生産過程を、舅が婿に教えるとして演じものである。冒頭には、屈強な男たちが褌姿で肩を組み、太鼓を打ち、唄囃子に合わせ揉み合い押し合いして舞う、勇壮な「裸苗押し」が展開される。
また、日本全国に伝承されている御田のほとんどが田植で終わるといわれ、収穫までの全生産過程を演じる例はめずらしく、かつらぎ町の花園の御田舞とともにこの地方特有の貴重なものである。